# Онагринум
Онагринум (лат. Castellum Onagrinum) је био римски кастел који се налазио на левој обали Дунава, на месту данашњег насеља Бегеч (општина Нови Сад). Локалитет спада у споменика културе од великог значаја и уписан је у централни регистар 1995. године.
Прва археолошка ископавања локалитета започела су 1902. године, али су тек током ископавања 1967. и 1974. и 1975. године откривени остаци тврђаве, делови бедема, куле и пристаништа, који се датују у крај 3. века. Сматра се да је кастел био део утврђеног контралимеса и налазио се насупрот античком насељу лат. Bononia (данас Баноштор).
На јужној страни налазишта откривена је средњовековна некропола.
Заштитни радови на локалитету урађени су 1965. године, када је постављен заштитни бедем од поплава.